# Ciclismo en los Juegos Panafricanos
El ciclismo en los Juegos Panafricanos se disputa desde su primera edición en 1965 en la República del Congo tanto en masculino como en femenino y se realiza en cada edición desde entonces.

## Ediciones anteriores
| Edición | Año  | País Sede           |
| ------- | ---- | ------------------- |
| I       | 1965 | República del Congo |
| II      | 1973 | Nigeria             |
| III     | 1978 | Argelia             |
| IV      | 1987 | Kenia               |
| V       | 1991 | Egipto              |
| VI      | 1995 | Zimbabue            |
| VII     | 1999 | Sudáfrica           |
| VIII    | 2003 | Nigeria             |
| IX      | 2007 | Argelia             |
| X       | 2011 | Mozambique          |
| XI      | 2015 | República del Congo |
| XII     | 2019 | Marruecos           |
| XIII    | 2023 | Ghana               |

## Resultados masculinos

### Carrera en línea
| Evento             | Oro                | Plata                 | Bronce                      |
| ------------------ | ------------------ | --------------------- | --------------------------- |
| Brazzaville 1965   | Ahmed Djellil      | Tahar Zaaf            | Razafinaroué                |
| Lagos 1973         | Tekeste Woldu      | Mostafa Najjari       | Hocine Chibane              |
| Argel 1978         | Mohammed Adlaoui   | Mostafa Najjari       | David El-Aichi              |
| Nairobi 1987       | Sebti Benzine      | Mohamed Mir           | Ahmed Reguigui              |
| Le Caire 1991      | Khelil Haddad      | Abdelmoumen Chikhoune | Adel Abulkhair              |
| Harare 1995        | Willie Engelbrecht | Nordine Haouchine     | Mark Marabini               |
| Johannesburgo 1999 | Tiaan Kannemeyer   | Malcolm Lange         | Jacques Fullard             |
| Abuya 2003         | Jeremy Maartens    | Erik Hoffmann         | Hedson Mathieu              |
| Argel 2007         | Daryl Impey        | Fregalsi Debesay      | Chris Froome                |
| Maputo 2011        | Nolan Hoffman      | Jay Robert Thomson    | Reinardt Janse van Rensburg |
| Brazzaville 2015   | Janvier Hadi       | Reynard Butler        | Adil Barbari                |
| Rabat 2019         | Youcef Reguigui    | Ryan Gibbons          | Nassim Saidi                |
| Acra 2023          | Alexandre Mayer    | Dillon Geary          | Merhawi Kudus               |

### Contrarreloj
| Evento             | Oro                         | Plata            | Bronce            |
| ------------------ | --------------------------- | ---------------- | ----------------- |
| Harare 1995        | Malcolm Lange               | Mannie Heymans   | Timothy Jones     |
| Johannesburgo 1999 | James Perry                 | Tiaan Kannemeyer | David Dickenson   |
| Abuya 2003         | Malcolm Lange               | Jeremy Maartens  | Karim Dali-Youcef |
| Maputo 2011        | Reinardt Janse van Rensburg | Darren Lill      | Azzedine Lagab    |
| Brazzaville 2015   | Meron Teshome               | Gustav Basson    | Adil Barbari      |
| Rabat 2019         | Ryan Gibbons                | Kent Main        | Moise Mugisha     |
| Acra 2023          | Charles Kagimu              | Dillon Geary     | Brandon Downes    |

### Carrera en línea por equipos
| Evento     | Oro     | Plata     | Bronce  |
| ---------- | ------- | --------- | ------- |
| Argel 2007 | Eritrea | Sudáfrica | Camerún |

### Contrarreloj por equipos
| Evento           | Oro                                                                         | Plata                                                                           | Bronce                                                                                   |
| ---------------- | --------------------------------------------------------------------------- | ------------------------------------------------------------------------------- | ---------------------------------------------------------------------------------------- |
| Brazzaville 1965 | Argelia Tahar Zaaf Madjid Hamza Hocine Chibane Belkacem Ouachek             | Madagascar                                                                      | Senegal                                                                                  |
| Lagos 1973       | Etiopía                                                                     | Marruecos                                                                       | Argelia                                                                                  |
| Algiers 1978     | Libia                                                                       | Argelia Aziz Mahdi Malek Hamza Abdelkader Chaabane Mustapha Abdi                | Marruecos                                                                                |
| Nairobi 1987     | Argelia                                                                     | Etiopía                                                                         | Costa de Marfil                                                                          |
| Le Caire 1991    | Argelia                                                                     | Egipto ·                                                                        | Zimbabue                                                                                 |
| Harare 1995      | Sudáfrica Andrew McLean Malcolm Lange Jac-Louis Van Wyk Willie Engelbrecht  | Egipto ·                                                                        | Túnez Mohamed Yazidi Karim Jendoubi Lemjed Belkadhi Samir Souissi                        |
| Maputo 2011      | Sudáfrica Jay Thomson Nolan Hoffman Darren Lill Reinardt Janse van Rensburg | Mauricio Yolain Calypso Yannick Lincoln Pascal Ladaub Hugo Caëtane              | Argelia Abdelbasset Hannachi Abderrahmane Boureza Khaled Abdenbi Khelil Tamarent         |
| Brazzaville 2015 | Sudáfrica Hendrik Kruger Shaun-Nick Bester Gustav Basson Reynard Butler     | Argelia Abderrahmane Mansouri Nassim Saidi Abderrahmane Bechlaghem Adil Barbari | Ruanda Joseph Areruya Janvier Hadi Valens Ndayisenga Jean Bosco Nsengimana               |
| Rabat 2019       | Sudáfrica Ryan Gibbons Kent Main Jayde Julius Jason Oosthuizen              | Eritrea Sirak Tesfom Natnael Mebrahtom Natnael Berhane                          | Ruanda Moise Mugisha Jean Claude Nzafashwanayo Joseph Areruya                            |
| Acra 2023        | Eritrea Dawit Yemane Merhawi Kudus Hayle Milkiyas Maekele Araya Nahom Zeray | Sudáfrica Blaine Conrad Kieck Brandon Downes Daniyal Matthews Dillon Geary      | Mauricio Alexandre Mayer Christopher Rougier Lagane Aurelien de Comarmond Matombe Hanson |

## Medallero
| #     | País       | Oro | Plata | Bronce | Total |
| ----- | ---------- | --- | ----- | ------ | ----- |
| 1     | Sudáfrica  | 13  | 10    | 6      | 29    |
| 2     | Argelia    | 6   | 6     | 8      | 20    |
| 3     | Eritrea    | 2   | 2     | 1      | 5     |
| 3     | Mauricio   | 2   | 2     | 1      | 5     |
| 5     | Egipto     | 1   | 1     | 1      | 3     |
| 6     | Nigeria    | 1   | 1     | 0      | 2     |
| 7     | Etiopía    | 1   | 0     | 1      | 2     |
| 8     | Ruanda     | 1   | 0     | 1      | 2     |
| 9     | Namibia    | 0   | 1     | 0      | 1     |
| 10    | Kenia      | 0   | 0     | 1      | 1     |
| 10    | Seychelles | 0   | 0     | 1      | 1     |
| 10    | Túnez      | 0   | 0     | 1      | 1     |
| 10    | Zimbabue   | 0   | 0     | 1      | 1     |
| Total | Total      | 27  | 23    | 24     | 74    |

- Datos: Q3008386